# マヌエル・デ・ノヴァス
マヌエル・デ・ノヴァス（Manuel de Novas、1938年2月24日 - 2009年9月28日）は、カーボベルデのサント・アンタン島出身の詩人、作曲家。カーボベルデにおいてもっとも有名な詩人で作曲家の一人。彼はサン・ヴィセンテ島のミンデロにて暮らしていたが、2009年9月28日に一週間の入院の末に脳卒中で亡くなった。